# ایشتربرگ
ایشتربرگ (به آلمانی: Isterberg) یک شهر در آلمان است که در گرافشافت بنتهایم واقع شده‌است. ایشتربرگ ۶۳۵ نفر جمعیت دارد.